# Sh2-99
Sh2-99 est une nébuleuse en émission visible dans la constellation du Cygne.
Elle est située dans la partie centre-sud de la constellation, au bord d'un tronçon très lumineux de la Voie lactée, près du tronçon obscurci par les grands complexes de nébuleuses du Grand Rift. Elle a une forme allongée et irrégulière. La meilleure période pour son observation dans le ciel du soir se situe entre les mois de juin et novembre.
Sh2-99 est une région H II plutôt éloignée, située sur le Bras du Cygne à une distance d'environ 8 000 pc (∼26 100 al). On[Qui ?] pense qu'il s'agit d'une contrepartie optique de la grande région de formation d'étoiles associée à la source radio puissante W58, située à la même distance et donc dans le même environnement galactique. W58 semble être divisé en trois composants principaux, appelés W58A, W58B et W58C. Le dernier composant est à son tour composé de deux régions H II ultra-compactes, indiquées par C1 et C2, auxquelles deux filaments plus faibles étendus sont connectés, respectivement désignés comme C3 et C4 et s'étendant au nord-ouest et au sud-est des deux nuages principaux. Le nuage ultracompact C1 est également associé à un maser à émissions OH, appelé ON 3. À cela s'ajoutent deux autres masers à émissions H2O, un à émissions CH3OH et un autre OH, toujours repéré dans la direction de W58, plus trois sources de rayonnement infrarouge cataloguées comme IRAS 19589+3320, IRAS 19598+3324 et IRAS 19597+3327. La seconde de ces sources coïncide en fait avec la région compacte H II W58A,. La nébuleuse voisine Sh2-100, précédemment confondue avec une nébuleuse planétaire, se trouverait également dans la même région de formation d'étoiles.